# Vy-lès-Lure
Vy-lès-Lure és un municipi francès situat al departament de l'Alt Saona i a la regió de Borgonya - Franc Comtat. L'any 2007 tenia 614 habitants.

## Demografia

### Població
El 2007 la població de fet de Vy-lès-Lure era de 614 persones. Hi havia 223 famílies, de les quals 45 eren unipersonals (19 homes vivint sols i 26 dones vivint soles), 78 parelles sense fills, 85 parelles amb fills i 15 famílies monoparentals amb fills.
La població ha evolucionat segons el següent gràfic:
Habitants censats

### Habitatges
El 2007 hi havia 273 habitatges, 234 eren l'habitatge principal de la família, 14 eren segones residències i 25 estaven desocupats. 257 eren cases i 15 eren apartaments. Dels 234 habitatges principals, 203 estaven ocupats pels seus propietaris, 31 estaven llogats i ocupats pels llogaters i 1 estava cedit a títol gratuït; 3 tenien dues cambres, 16 en tenien tres, 63 en tenien quatre i 153 en tenien cinc o més. 193 habitatges disposaven pel capbaix d'una plaça de pàrquing. A 106 habitatges hi havia un automòbil i a 116 n'hi havia dos o més.

### Piràmide de població
La piràmide de població per edats i sexe el 2009 era:
| Homes | Edats   | Dones |
| ----- | ------- | ----- |
| 0     | 95 o +  | 0     |
| 0     | 90 a 94 | 0     |
| 0     | 85 a 89 | 8     |
| 4     | 80 a 84 | 8     |
| 8     | 75 a 79 | 8     |
| 4     | 70 a 74 | 16    |
| 12    | 65 a 69 | 20    |
| 12    | 60 a 64 | 12    |
| 4     | 55 a 59 | 16    |
| 32    | 50 a 54 | 28    |
| 24    | 45 a 49 | 16    |
| 28    | 40 a 44 | 16    |
| 24    | 35 a 39 | 12    |
| 24    | 30 a 34 | 36    |
| 24    | 25 a 29 | 12    |
| 12    | 20 a 24 | 4     |
| 24    | 15 a 19 | 12    |
| 24    | 10 a 14 | 12    |
| 20    | 5 a 9   | 20    |
| 12    | 0 a 4   | 8     |

## Economia
El 2007 la població en edat de treballar era de 396 persones, 292 eren actives i 104 eren inactives. De les 292 persones actives 256 estaven ocupades (145 homes i 111 dones) i 36 estaven aturades (19 homes i 17 dones). De les 104 persones inactives 45 estaven jubilades, 19 estaven estudiant i 40 estaven classificades com a «altres inactius».

### Ingressos
El 2009 a Vy-lès-Lure hi havia 260 unitats fiscals que integraven 714 persones, la mediana anual d'ingressos fiscals per persona era de 15.596,5 €.

### Activitats econòmiques
Dels 21 establiments que hi havia el 2007, 3 eren d'empreses de fabricació d'altres productes industrials, 5 d'empreses de construcció, 5 d'empreses de comerç i reparació d'automòbils, 3 d'empreses d'hostatgeria i restauració, 2 d'empreses immobiliàries, 1 d'una empresa de serveis, 1 d'una entitat de l'administració pública i 1 d'una empresa classificada com a «altres activitats de serveis».
Dels 8 establiments de servei als particulars que hi havia el 2009, 2 eren tallers de reparació d'automòbils i de material agrícola, 1 guixaire pintor, 1 electricista, 1 empresa de construcció, 1 perruqueria i 2 restaurants.
Dels 2 establiments comercials que hi havia el 2009, 1 era una botiga de menys de 120 m² i 1 una joieria.
L'any 2000 a Vy-lès-Lure hi havia 11 explotacions agrícoles que ocupaven un total de 480 hectàrees.

## Equipaments sanitaris i escolars
El 2009 hi havia una escola elemental integrada dins d'un grup escolar amb les comunes properes formant una escola dispersa.

## Poblacions més properes
El següent diagrama mostra les poblacions més properes.